# Marshall Warren Nirenberg
Marshall Warren Nirenberg (New York, 10 april 1927 – aldaar, 15 januari 2010) was een Amerikaans biochemicus en geneticus. In 1968 won hij samen met Har Gobind Khorana en Robert William Holley de Nobelprijs voor de Fysiologie of Geneeskunde voor het beschrijven van de genetische code en hoe het een rol speelt in de eiwitsynthese.

## Biografie
Nirenberg werd geboren als de zoon van Harry en Minerva Nirenberg. Op jonge leeftijd kreeg hij last van acuut reuma. Daarom verhuisde zijn familie naar Orlando, Florida, vanwege het warmere klimaat. Hier volgde Nirenberg een opleiding zoölogie aan de Universiteit van Florida. Hij haalde in 1948 zijn Bachelor, en in 1952 zijn Master. In 1957 haalde hij zijn Ph.D. in biochemie van de Universiteit van Michigan.
Nirenberg deed postdoc-werk aan het National Institutes of Health (NIH) als lid van de American Cancer Society. In 1960 werd hij een onderzoeker bij het NIH. In 1959 begon hij met het bestuderen van de stappen die DNA, RNA en proteïnes met elkaar verbonden. Rond die tijd was al bekend dat DNA het molecuul was van genetische informatie, maar het was nog niet bekend hoe DNA bijdroeg aan de expressie van proteïnen en wat de rol van RNA bij dit alles was. Nirenberg werkte samen met Heinrich J. Matthaei aan het National Institutes of Health om deze vragen de beantwoorden. Samen ontdekten ze de genetische code van fenylalanine in RNA. Dit was de eerste stap in het ontcijferen van de codons van de genetische code, en de eerste demonstratie van messenger RNA. In augustus 1960 presenteerde hij zijn doorbraak op een internationaal biochemisch congres in Moskou.
Nirenberg kreeg veel wetenschappelijke aandacht voor zijn experimenten. Binnen een paar jaar had zijn onderzoeksteam gelijksoortige experimenten uitgevoerd en zo meer onderdelen van de genetische code ontcijferd. Nirenbergs onderzoek maakte dat hij in 1962 hoofd werd van de afdeling Biochemische Genetica.
In 1961 trouwde Nirenberg Perola Zaltzman, die in 2001 overleed. Hij hertrouwde met Myrna Weissman, hoogleraar aan de Columbia-universiteit. In 1966 kreeg hij de National Medal of Science. In 1968 won hij naast de Nobelprijs ook de National Medal of Honor. In 2001 werd hij verkozen tot lid van American Philosophical Society.